# Diocesi di Acque Nuove di Proconsolare
La diocesi di Acque Nuove di Proconsolare (in latino Dioecesis Aquaenovensis in Proconsulari) è una sede soppressa e sede titolare della Chiesa cattolica.

## Storia
Acque Nuove di Proconsolare, forse identificabile con le rovine presso Sidi-Ali-Djebin nell'odierna Tunisia, è un'antica sede episcopale della provincia romana dell'Africa Proconsolare, il cui primate era il vescovo di Cartagine.
A questa sede Joseph Mesnage attribuisce, con il beneficio del dubbio, il vescovo Feliciano, che partecipò, per parte donatista, alla conferenza di Cartagine del 411, che vide riuniti assieme i vescovi cattolici e donatisti dell'Africa. Tuttavia altri autori assegnano questo vescovo all'omonima sede in Numidia.
Dal 1933 Acque Nuove di Proconsolare è annoverata tra le sedi vescovili titolari della Chiesa cattolica; dal 12 ottobre 2017 il vescovo titolare è Enrique Esteban Delgado, vescovo ausiliare di Miami.

## Cronotassi

### Vescovi
- Feliciano ? † (menzionato nel 411) (vescovo donatista)

### Vescovi titolari
- Jean-Marie-Clément Badré † (22 giugno 1964 - 10 dicembre 1969 nominato vescovo di Bayeux)
- Braulio Sánchez Fuentes, S.D.B. † (14 gennaio 1970 - 15 febbraio 1978 dimesso)
- Laurent Monsengwo Pasinya † (13 febbraio 1980 - 1º settembre 1988 nominato arcivescovo di Kisangani)
- Vilmos Dékány, Sch.P. † (23 dicembre 1988 - 19 maggio 2000 deceduto)
- Louis-Marie Ling Mangkhanekhoun (30 ottobre 2000 - 28 giugno 2017 nominato cardinale presbitero di San Silvestro in Capite)
- Enrique Esteban Delgado, dal 12 ottobre 2017